# Gulyás Sándor (tanár)
Gulyás Sándor (Békés, 1937. november 7 – Érd, 2016. május ?) magyar pedagógus.

## Életútja
Iskoláit Békésen végezte az érettségivel befejezően. Ezután az ELTE Bölcsészettudományi Karán tanult újságíró - magyar szakon. Az ELTE TTK-án kezdett tanítani, egy év után tanító lett a Békés-belencéresi kisiskolában. 1963 szeptemberétől a budai-szentendrei járásban lett magyar-történelem szakfelügyelő. 1971-ben az ELTE-n filozófia szakon végzett, 2 évvel később nevelésszociológiai doktori diplomát szerzett. 1971 őszétől ő lett Pest megye vezető szakfelügyelője (szaktanácsadója) 20 éven keresztül. 1998-ban ment nyugdíjba az Érd-Vincellérei Általános iskola tanáraként.

## Kitüntetései
- Szocialista kultúráért
- Arany János megyei díj
- Apáczai Csere János-díj
- Németh László-díj

## Művei
Számos újságcikket, tanulmányt írt, több kötetnek szerkesztőjeként, tanulmányírójaként játszott szerepet, de 13 önálló kötete is megjelent.
- A Tanácsköztársaság napjai Békés községben Békés 1959.
- Cigánygyerekek hátrányai és esélyei Tankönyvkiadó 1976. és 1981.
- Nyelvi barangolások Pest Megyei Pedagógiai Intézet 1994. és 1998.
- Félszáz év krónikája. Az Érd-Vincelléri Általános Iskola története Érd 1997.
- Mégis szól a magyarnóta. Békés 2002.
- Tíz éve Kőrösi. Érd 2003.
- Minden napra egy nóta. Budapest 2003. (És 8 utánnyomás)
- Kosárfonás avagy Öten a vessző birodalmában Békés 2004.
- Iskola a tanyák sorsán. A Békés-belencéresi iskola története 2007.
- Szól 1000 nóta Békés 2007
- Madzagfalvi "kicsodák" Békés 2009.
- Számos színes nóta naponta Érd, 2010.
- Tudod-e az én nótámat? Érd 2011.